# Liste der Stolpersteine in Zeitz
Die Liste der Stolpersteine in Zeitz enthält alle Stolpersteine, die im Rahmen des gleichnamigen Projekts von Gunter Demnig in Zeitz verlegt wurden. Mit ihnen soll der Opfer des Nationalsozialismus gedacht werden, die in Zeitz lebten und wirkten. Zwischen 2007 und 2012 wurden insgesamt zehn Steine an fünf Adressen verlegt.
In der Nacht vom 6. auf den 7. Oktober 2024 entwendeten Unbekannte alle verlegten Stolpersteine. Ende Oktober 2024 wurden mit einem 3D-Drucker geschaffene Provisorien verlegt. Am 28. November 2024 wurden diese wieder durch die originalen kleinen Betonsteine mit Messing-Platte ersetzt. Zuvor gab es bereits Diebstähle in den Jahren 2013 (ein Stein temporär) und 2014 (drei Steine).

## Verlegungen
- 25. Mai 2007: sieben Steine an drei Adressen
- 26. November 2012: drei Steine an zwei Adressen
- 31. März 2015: Neuverlegung von drei gestohlenen Steinen
- 28. November 2024: Neuverlegung aller zehn gestohlenen Steine

## Liste der Stolpersteine
| Adresse               | Datum der Verlegung | Person | Inschrift | Bild                                                     | Bild des Hauses                            |
| --------------------- | ------------------- | --- | --- | -------------------------------------------------------- | ------------------------------------------ |
| Am Eulengrund 3 ·     | 25. Mai 2007        | Siegfried Fürst (21. Mai 1889–26. Okt. 1942) Siegfried Fürst wurde in Hamburg als Sohn jüdischer Eltern geboren. Mit 22 Jahren ging er nach Zeitz, wo er als Kaufmann arbeitete. 1926 konvertierte er zum römisch-katholischen Glauben. Er heiratete Margarete geb. Rolle und hatte mit ihr einen Sohn. Nach der Machtergreifung der Nationalsozialisten 1933 erhielt er zunächst eine dauerhafte Zuflucht im Pfarrhaus der katholischen Pfarrgemeinde St. Peter und Paul in Zeitz. Während der Reichspogromnacht im November 1938 wurde er verhaftet und ins KZ Buchenwald verschleppt. Am 23. Dezember kam er wieder frei und verließ daraufhin Deutschland. Sein Ziel waren eigentlich die Niederlande, er gelangte stattdessen aber wohl nach Belgien. Dort wurde ihm auf persönliches Betreiben von Papst Pius XII. eine Weiterfahrt nach Südamerika vermittelt, die für den 11. Mai 1940 geplant war, aber wegen des am Tag zuvor gestarteten deutschen Angriffs auf Belgien und die Niederlande nicht stattfinden konnte. Fürst hielt sich zuletzt in Rochefort auf. Er wurde verhaftet und nach Auschwitz deportiert, wo er ermordet wurde. | HIER WOHNTE SIEGFRIED FÜRST JG. 1889 VERHAFTET 1938 BUCHENWALD FLUCHT 1938 BELGIEN DEPORTIERT ERMORDET IN AUSCHWITZ                | Stolperstein für Siegfried Fürst (Am Eulengrund 3)       | davor Stolperstein für Siegfried Fürst     |
| Kramerstraße 5/6 ·    | 25. Mai 2007        | Bertha-Pess Mendelsohn geb. Bachmann (15. Apr. 1870 – 2. Okt. 1944) Die beiden Schwestern Emma Esther und Bertha-Pess Mendelsohn stammten aus Gleicherwiesen. Bertha-Pess war mit Heymann Mendelsohn verheiratet. Das Paar hatte acht Kinder, darunter den Sohn Siegfried. Die Familie betrieb in Zeitz ein Modegeschäft. 1940 musste sie mit ihrer Schwester Zeitz verlassen und nach Halle (Saale) ziehen. Die inzwischen verwitweten Emma Esther und Bertha-Pess Mendelsohn wurden im jüdischen Altersheim untergebracht. Bertha-Pess Mendelsohn wurde am 27. Februar 1943 ins Ghetto Theresienstadt deportiert, wo sie am 2. Oktober 1944 starb. In der Nacht vom 23. auf den 24. September 2014 wurden die drei Stolpersteine in der Kramerstraße von Unbekannten gestohlen. Im März 2015 wurden die gestohlenen drei Stolpersteine der Familie Mendelsohn in der Kramerstr. 5/6 neu verlegt. | HIER WOHNTE BERTA MENDELSOHN geb. Bachmann Jg. 1870 deportiert 1943 Theresienstadt ermordet 2.10.1944                              | Stolperstein für Berta Mendelsohn (Kramerstr. 5-6)       | davor Stolpersteine für Familie Mendelsohn |
| Kramerstraße 5/6 ·    | 25. Mai 2007        | Emma Esther Anna Mendelsohn geb. Bachmann (5. Nov. 1868 – 20./23. Dez. 1940) Die beiden Schwestern Emma Esther und Bertha-Pess Mendelsohn stammten aus Gleicherwiesen. Emma Ester war mit Georg Mendelsohn verheiratet. Die Familie betrieb in Zeitz ein Modegeschäft. 1940 musste sie mit ihrer Schwester Zeitz verlassen und nach Halle (Saale) ziehen. Die inzwischen verwitweten Emma Esther und Bertha-Pess Mendelsohn wurden im jüdischen Altersheim untergebracht. Dort verstarb Emma Esther Mendelsohn am 20. oder 23. Dezember 1940. In der Nacht vom 23. auf den 24. September 2014 wurden die drei Stolpersteine in der Kramerstraße von Unbekannten gestohlen. Im März 2015 wurden die gestohlenen drei Stolpersteine der Familie Mendelsohn in der Kramerstr. 5/6 neu verlegt. | HIER WOHNTE EMMA ESTHER MENDELSOHN geb. Bachmann Jg. 1888 Zwangsumzug Halle gedemütigt/entrechtet Tot 23.10.1940                   | Stolperstein für Emma Esther Mendelsohn (Kramerstr. 5-6) | davor Stolpersteine für Familie Mendelsohn |
| Kramerstraße 5/6 ·    | 25. Mai 2007        | Siegfried Mendelsohn (31. Okt. 1892 – 27. Sept. 1942) Siegfried Mendelsohn war der Sohn von Bertha-Pess Mendelsohn. 1940 mussten er und seine Familie Zeitz verlassen und nach Halle (Saale) ziehen. Siegfried Mendelsohn erhielt dort eine Anstellung als Heizer im jüdischen Altersheim. Am 29. Mai 1942 wurde er entlassen und zwei Tage später ins KZ Majdanek deportiert. Dort musste er Zwangsarbeit verrichten und starb am 27. September 1942. In der Nacht vom 23. auf den 24. September 2014 wurden die drei Stolpersteine in der Kramerstraße von Unbekannten gestohlen. Im März 2015 wurden die gestohlenen drei Stolpersteine der Familie Mendelsohn in der Kramerstr. 5-6 neu verlegt. | HIER WOHNTE SIEGFRIED MENDELSOHN Jg. 1892 deportiert 1942 Sobibor Majdanek ermordet 27.9.1942                                      | Stolperstein für Siegfried Mendelsohn (Kramerstr. 5-6)   | davor Stolpersteine für Familie Mendelsohn |
| Leipziger Straße 45 · | 25. Mai 2007        | Gustav Baruch Flörsheim (28. Juli 1894 – 1943) Gustav Flörsheim wurde in Meerholz geboren. Mit seiner Familie zog er später nach Zeitz. Gustav Flörsheim kam im Juni 1942 zunächst in das Gefängnis von Brandenburg an der Havel. Von dort aus wurde er am 20. April 1943 in KZ Auschwitz deportiert und bei seiner Ankunft am folgenden Tag ermordet. Der Stolperstein für Gustav Flörsheim wurde am 23. September 2013 gestohlen, tauchte aber zwei Wochen später wieder auf. | HIER WOHNTE DR. GUSTAV FLÖRSHEIM JG. 1894 VERHAFTET 1935 ZUCHTHAUS HALLE BERLIN-PLÖTZENSEE ZUCHTHAUS BRANDENBURG ERMORDET          | Stolperstein für Gustav Flörsheim (Leipziger Str. 45)    | davor Stolpersteine für Familie Flörsheim  |
| Leipziger Straße 45 · | 25. Mai 2007        | Hilda Flörsheim geb. Hamburger (27. Mai 1891–25. Nov. 1941) Hilda Flörsheim geb. Hamburger stammte aus Hammelburg. Sie wurde im November 1935 verhaftet und saß in verschiedenen Gefängnissen. 1941 wurde sie in KZ Kauen deportiert, wo sie drei Tage später den Tod fand. | HIER WOHNTE HILDA FLÖRSHEIM GEB. HAMBURGER JG. 1891 VERHAFTET 22.11.1935 ZUCHTHAUS WALDHEIM DEPORTIERT ERMORDET IN RIGA            | Stolperstein für Hilda Flörsheim (Leipziger Str. 45)     | davor Stolpersteine für Familie Flörsheim  |
| Leipziger Straße 45 · | 25. Mai 2007        | Ingeborg Flörsheim (9. Juli 1923–1943) Ingeborg Flörsheim kam 1923 in Langenselbold als Tochter von Gustav und Hilda Flörsheim zur Welt. Sie wurde am 9. Dezember 1942 nach Auschwitz deportiert, wo sie 1943 ermordet wurde. | HIER WOHNTE INGEBORG FLÖRSHEIM JG. 1923 DEPORTIERT 1942 RICHTUNG OSTEN ERMORDET                                                    | Stolperstein für Ingeborg Flörsheim (Leipziger Str. 45)  | davor Stolpersteine für Familie Flörsheim  |
| Eckhaus Neumarkt 12 · | 26. Nov. 2012       | Auguste Lewy geb. Hesse (17. Mai 1867 – 1. März 1943) Auguste Hesse wurde in Neusalz an der Oder geboren und war mit Jacob Lewy verheiratet. Sie lebte zuletzt als Witwe in Zeitz und zog nach Kriegsausbruch nach Berlin. Auguste Lewy geb. Hesse wurde nicht, wie bisher irrtümlich angenommen im Vernichtungslager Auschwitz ermordet. Sie verstarb bereits am 1. März 1943 in Berlin im Sammellager Gerlachstraße 19-21. Als Todesursache ist lt. Sterbeurkunde Nr. 988/1943 eine Herzmuskellähmung angegeben. Die Beurkundung des Todesfalles wurde durch Julius Israel Loewenthal durchgeführt und festgehalten. | HIER WOHNTE AUGUSTE LEWY GEB. HESSE JG. 1867 DEPORTIERT 1943 AUSCHWITZ ERMORDET 1943                                               | Stolperstein für Auguste Lewy                            | davor Stolperstein für Auguste Lewy        |
| Roßmarkt 6 ·          | 26. Nov. 2012       | Hermann Blumenthal (24. Aug. 1875 – 25. Aug. 1940) Hermann Blumenthal stammte aus Zeitz und arbeitete dort als Uhrmacher. Er und seine Frau Lydia lebten zeitweise in Berlin. Im Dezember 1938 verließen sie Deutschland und gingen nach Brüssel, wo Hermann Blumenthal am 25. August 1940 auf dem Weg ins Spital ermordet wurde. | HIER WOHNTE HERMANN BLUMENTHAL JG. 1875 FLUCHT 1938 BELGIEN INTERNIERT MECHELEN ERMORDET 1940                                      | Stolperstein für Hermann Blumenthal                      | davor Stolpersteine für Familie Blumenthal |
| Roßmarkt 6 ·          | 26. Nov. 2012       | Lydia Blumenthal geb. Weissmann (10. Okt. 1868 – 27. Sept. 1942) Lydia Blumenthal geb. Weissmann wurde in Märkisch Friedland geboren. Sie und ihr Mann lebten zeitweise in Berlin. Im Dezember 1938 verließen sie Deutschland und gingen nach Brüssel. Am 24. Oktober 1942 wurde Lydia Blumenthal nach Auschwitz deportiert. | HIER WOHNTE LYDIA BLUMENTHAL GEB. WEISMAN JG. 1868 FLUCHT 1938 BELGIEN INTERNIERT MECHELEN DEPORTIERT 1942 AUSCHWITZ ERMORDET 1942 | Stolperstein für Lydia Blumenthal                        | davor Stolpersteine für Familie Blumenthal |